# Marsella
Marsella ist eine Gemeinde (municipio) im Departamento Risaralda in Kolumbien.

## Geographie
Marsella liegt im Departamento de Risaralda in der kolumbianischen Kaffeezone (Eje Cafetero) 30 km von Pereira entfernt auf einer Höhe von 1575 Metern. Marsella liegt in den kolumbianischen Anden im Gebiet zwischen dem Río Cauca und dem Río San Francisco. Die Gemeinde grenzt im Norden an Belalcázar und Chinchiná im Departamento de Caldas, im Osten an Chinchiná sowie an Santa Rosa de Cabal, im Süden an Pereira und Dosquebradas und im Westen an Belalcázar und La Virginia.

## Bevölkerung
Die Gemeinde Marsella hat 24.131 Einwohner, von denen 14.107 im städtischen Teil (cabecera municipal) der Gemeinde leben (Stand: 2019).

## Geschichte
Das Gebiet des heutigen Marsella war vor der Ankunft der Spanier von den indigenen Völkern der Quimbaya bewohnt. Der heutige Ort wurde 1860 im Zuge der Besiedlung der Region von aus Antioquia stammenden Siedlern gegründet.

## Wirtschaft
Die wichtigsten Wirtschaftszweige von Marsella sind Landwirtschaft (insbesondere werden Kaffee, Bananen, Avocados, Zitrusfrüchte und Zierpflanzen angebaut) sowie in geringerem Maße Rinderproduktion.